# Rhinobatos salalah
Rhinobatos salalah é uma espécie de peixe da família Rhinobatidae.
É possivelmente endémica de Omã.
O seu habitat natural é: mar aberto.